# Osinja
Osinja (szerbül: Осиња), település Bosznia-Hercegovinában, a Szerb Köztársaság északi régiójában. 

## Fekvése
A település Bosznia-Hercegovina északi részén, Dobojtól légvonalban 22, közúton 32 km-re északnyugatra, községközpontjától légvonalban 14, közúton 23 km-re délre, a Krnjin-hegységben, az Ilova-folyó és az Osinja-patak összefolyásánál, 200-230 méteres magasságban található. Osinja a többi szomszédos faluhoz hasonlóan, tagolt típusú, és kisebb részekre, szerekre oszlik. Osinját egy 25 km hosszú aszfaltút köti össze a község székhelyével, Derventával. Vízrajzi szempontból a területet az Ilova-folyó mellékvizei, valamint az Osinja, Osinjica, Ojdanica és más patakok öntözik. Az Osinja helyi közösség a következő falvakat foglalja magában: Osinja Donja, Osinja Gornja és Cerani. Az „Osinjski kraj” kifejezést Pojezna és Crnča településekkel együtt gyakran használják az említett falvakra. Ezen falvak jellemzője, hogy szinte teljes egészében megegyeznek azzal a területtel, ahol az 1961-ben épült osinjai „Đorđo Panzalović” Általános Iskola működik.

## Népessége
| Nemzetiségi csoport | Népesség 1991 | Népesség 2013 |
| ------------------- | ------------- | ------------- |
| Szerb               | 1853          | 1276          |
| Bosnyák             | 0             | 1             |
| Horvát              | 3             | 3             |
| Jugoszláv           | 30            | 0             |
| Egyéb               | 4             | 4             |
| Összesen            | 1890          | 1284          |

## Története
A hagyomány szerint az Osinja név onnan ered, hogy a falu lakossága túlnyomórészt írástudatlan volt. A kimondott szavak fonetikailag helytelenek voltak, így a város lakossága mintha darazsak (osa = darázs) zümmögését hallotta volna. Ettől kezdve a falut Osinjának hívták.
A település 1878-ig tartozott az Oszmán Birodalomhoz, ekkor a berlini kongresszus határozata alapján az Osztrák-Magyar Monarchia része lett. 1879-ben az első osztrák-magyar népszámlálás során a Tešanji járáshoz tartozó településnek 73 háztartása és 589 ortodox lakosa volt. 1910-ben a Tešanji járáshoz tartozó településen 97 háztartást, 923 ortodox és 3 muszlim lakost találtak. A monarchia szétesésével 1918-ban előbb a Szerb-Horvát-Szlovén Királyság, majd 1929-től a Jugoszláv Királyság része lett. 1921-ben a Tešanji járáshoz tartozó településnek 937 lakosa volt, mind ortodox szerbek. Az 1929-es törvény értelmében, amikor Bosznia-Hercegovinát négy banovinára, Drinskára, Vrbaskára, Zetskára és Primorskára osztották, a település a Vrbaska banovina (Orbászi bánság) része lett, amelynek székhelye Banja Luka volt. 1939-ben a közigazgatás átszervezésével a Hrvatska banovina (Horvát Bánság) része lett.
A második világháborúban Jugoszlávia megszállása után a Független Horvát Állam (NDH) része lett. A második világháború után 1992-ig a település a szocialista Jugoszlávia keretében a Bosznia-Hercegovinai Népköztársaság része volt. A boszniai háborút lezáró daytoni békeszerződés rendelkezése alapján az ország területét felosztották a Bosznia-hercegovinai Föderáció és a boszniai Szerb Köztársaság között. A békeszerződés utáni területmegosztási megállapodás értelmében a település Derventa község részeként a Boszniai Szerb Köztársasághoz került. 

## Gazdaság
Osinje lakossága főként mezőgazdasággal foglalkozik, míg a lakosság egy része Derventában dolgozik, vagy alkalmi külföldi munkát végez. Azon kívül, hogy Osinja a terület oktatási központja, egészségügyi klinikával, postával, bankkal, benzinkutakkal, üzletekkel és kávézókkal is rendelkezik, így Osinja környéke központjának számít. Történelmileg ez a régió mindig is szegény és elszigetelt volt a városi központoktól való távolsága miatt, ami a rossz úthálózatban, a vízellátás hiányában is tükröződött. Az utóbbi években azonban az infrastruktúra jelentősen javult. A tervben van egy út megépítése, amely összeköttetést teremt a Banja Luka - Doboj autópályával, amely részben áthalad a falun. Ez elsősorban Derventa és Stanari településeket, majd a környező településeket kötné össze ezzel az autópályával. Azt is fontolgatják, hogy Derventa és Stanari települések központjait egy regionális úttal kössék össze, amely áthaladna ezen a falun.

## Oktatás
Az Osinje térségében működik a „Đorđo Panzalović” Általános Iskola, amelynek körülbelül 300 diákja van, és a tanulók száma jelentősen csökken, tekintve, hogy a múlt század 80-as éveiben ennek az iskolának még több mint 1000 diákja volt. A központi iskola mellett Donja Osinjában, Gornji Ceraniban, Pojeznában és Crnčában is működik egy-egy regionális iskola. A faluban található a "Znanje-imanje" kulturális központ. 

## Sport
Osinja két futballklubnak is az otthona: a Boracnak és a Borac 1975-nek.

## Nevezetességei
- Itt található a Szent Panteleimon ortodox templom (felszentelve 1964-ben)

- A Bosznai Szerb Hadsereg elesett katonáinak emlékére emelt emlékmű.

- Nem messze a faluközponttól található a Nadeša piknikezőhely.

## Fordítás
- Ez a szócikk részben vagy egészben  a(z)   Осиња című szerb Wikipédia-szócikk ezen változatának fordításán alapul.  Az eredeti cikk szerkesztőit annak laptörténete sorolja fel. Ez a jelzés csupán a megfogalmazás eredetét és a szerzői jogokat jelzi, nem szolgál a cikkben szereplő információk forrásmegjelöléseként.